# Carl-Johan Andersson (handbollsspelare)
Carl-Johan Ossian Andersson född 17 september 1978, är en svensk före detta handbollsspelare (mittsexa).

## Karriär
Carl-Johan Andersson började sin handbollskarriär i KFUM Lundagård och fortsatte 1996 i Lugi HF. Enligt Lugis historiska statistik spelade Andersson 175 matcher i högsta serien i Lugitröjan och gjorde 509 mål för klubben i elitserien. Han spelade för Lugi till 2003.
I IFK Ystad skulle han ersätta Marcus Ahlm som gått till TWH Kiel. Andersson blev kvar i IFK Ystad två säsonger. 2005 gick han till den spanska klubben BM Aragón. Efter bara en säsong bytte han klubb till BM Torrevieja där han spelade 2006-2008. I klubben spelade också före detta lugispelaren Kristian Meijer. Sista klubben i Spanien blev Antequera åren 2008-2010.
2010 kom alltså Andersson till den nedflyttningshotade klubben GWD Minden i Bundesliga som tränades av svenske Ulf Schefvert. Det blev nedflyttning men ändå två säsonger i Tyskland innan Andersson 2012 flyttade hem till Sverige bland annat av familjeskäl. Hans dotter skulle börja skolan och han ville tillbaka till Sverige. Han klubbval föll på HK Malmö.HK Malmö representerade han till 2016 alltså fyra säsonger. Han sista match blev kvartsfinalen mot Ystads IF i april 2016 där HK Malmö förlorade matchserien.

## Landslagskarriär
Carl-Johan Andersson spelade 50 U-landskamper 1996-1999 och gjorde 77 mål för U-landslaget. I hans sista mästerskap i Doha, Qatar, var han med och vann en silvermedalj till Sverige efter förlust i VM-finalen mot Danmark.
Andersson spelade elithandboll i 20 år. Han gjorde två landskamper för Sverige 2002. I debuten mot Spanien den 22 januari 2002 gjorde han sitt enda landslagsmål.